# Museu de Arte Moderna e Contemporânea de Trento e Rovereto
O Museu de Arte Moderna e Contemporânea de Trento e Rovereto (MART) (em italiano: Museu d'Arte Moderna e Contemporanea di Trento e Rovereto) é um centro de museus situado na província italiana de Trento. Sua localidade principal é em Rovereto e contém, em grande parte, obras de arte modernas e contemporâneas, incluindo trabalhos de artistas renomados como Giorgio Morandi, Giorgio de Chirico, Antonio Rotta, Felice Casorati, Carlo Carrà e Fortunato Depero. A casa de Fortunato Depero em Roveretro (conhecida como Casa d'Arte Futurista Depero) também é integrada ao museu.
O acervo definitivo contém mais de 15.000 obras de arte, como pinturas, desenhos, gravuras e esculturas.

## História
Originado em 1987, o MART surgiu como uma entidade autônoma na província de Trentino. Foi instalado no Palazzo delle Albere, em Trento.  A ideia de expandir o museu para unir o legado do futurista Fortunato Depero ao Museu Regional de Arte de Trento ("Museo Provinciale d'Arte di Trento") iniciou-se em 1991, por Gabriella Belli. 
O MART foi aberto ao público no dia 15 de dezembro de 2002, com uma nova sede em Rovereto, uma pequena cidade a uma curta distância de Trento. 

## Desenho e Construção
O desenho do novo prédio foi delegado ao arquiteto ticino Mario Botta, que trabalhou em seu desenvolvimento com o engenheiro de Rovereto Giulio Andreolli. Um terreno de 29.000m² estava disponível, mas, entre o local e a estrada (Via Bettini), um abono teve de ser feito para duas residências urbanas principais do século XVIII (palazzi).
Felizmente, há um vão entre os dois prédios, o que fornece espaço suficiente para a entrada.
A solução arquitetônica encontrada por Botta tem inspiração das formas clássicas (especialmente as do Panteão), mas também incorpora desenlances tecnicamente experimentais. Invocando o slogan "espaço para arte; não há espaço sem arte", o design assemelha-se a um "panteão sem uma fachada", envolvendo três andares do espaço do museu arranjados ao redor de uma grande "ágora" circular, coberta com uma cúpula de vidro de 40 metros de diâmetro. A estrutura do referido domo faz uso extensivo de aço e acrílico, incluindo um "pedaço vazio", que foi possível graças às complexas soluções de engenharia. Na área central, abaixo da cúpula, há uma fonte. O revestimento do muro é feito de pedra amarela de Vicenza, que, apesar de ter sido a favorita de Andrea Palladio, a forma inovadora com que foram fixadas permite que cada uma seja substituída sem muitas mudanças estruturais, o que, de certa forma, não se deve muito ao maestro da arquitetura do século XVI. A "ágora" tem capacidade para 1.200 visitantes.

## Exibições
Palavras e Estrelas (02 de abril - 02 de julho de 2017) apresentou seu autor, o vencedor do prêmio Nobel Pamuk, ao projeto colaborativo da renomada artista contemporânea Grazia Toderi ao explorar "a inclinação do homem para explorar o espaço e a inata vocação para questionar as estrelas", o que "tomou forma em uma trilogia dividida em um monólogo, diálogo e conversas sobre as estrelas: três grandes instalações imersivas multi-telas que consistem em oito projeções de vídeos, que combinam imagens e texto. A vocação cosmológica inerente ao projeto, portanto, encontra expressão em um único corpo literário e visual." A exposição foi apresentada por Gianfranco Maraniello. 
Recentes exibições incluíram Uma Beleza Eterna: o clássico canônico na arte do início do século XX (2 de julho - 5 de novembro de 2017); Franceso, Lo Savio (5 de novembro de 2017 - 18 de março de 2018); Mágico Realismo: o encanto na pintura italiana das décadas de 1920 e 1930 (3 de dezembro de 2017 - 2 de abril de 2018); Gianfranco Baruchello (18 de maio - 16 de setembro de 2018); e Richard Artschwager (12 de outubro de 2019 - 2 de fevereiro de 2020).